# In Concert: The Party's Just Begun Tour
In Concert: The Party's Just Begun Tour es el primer álbum en vivo de The Cheetah Girls. fue lanzado el 10 de julio de 2007 bajo los sellos discográficos Walt Disney Records y Hollywood Records. Fue grabado durante dos fechas del tour The Party's Just Begun Tour de 2007. 

## Antecedentes
Las Cheetah Girls grabaron canciones en directo en dos conciertos celebrados en California. El CD se publicó junto con un DVD con los mejores momentos del concierto. La nueva banda sonora original de la película con un combo CD/DVD salió a la venta el 26 de junio de 2007.
El CD incluye canciones de la banda sonora de The Cheetah Girls 2, así como de la primera banda sonora de The Cheetah Girls. También se incluye en el CD la canción "Shake a Tail Feather", de la banda sonora de Chicken Little y la interpretación de "Route 66". También se incluye un tema exclusivo, "Falling for You", que es una versión de una canción inédita del otro grupo de chicas de Bailon y Williams, 3LW. En el libreto de este disco también se indica que el álbum está dedicado a la memoria de Ray Cham, autor de la canción "Girl Power".
La lista de canciones del álbum incluye la canción "Dance with Me", que se utilizó en la película The Cheetah Girls 2, pero esta canción está interpretada por Drew Seeley y Belinda y no por The Cheetah Girls. Sin embargo, la canción se utilizó en la gira para un número de baile.
La parte en DVD del lanzamiento incluye un extra "Conoce a las Cheetahs".
Hasta junio de 2008, el álbum ha vendido más de 24,000 copias en los Estados Unidos.

## Recepción Crítica
En su crítica para Allmusic Marisa Brown declaró: "Después de dos álbumes, las Cheetah Girls, las favoritas de los adolescentes, decidieron lanzar una grabación que documentara algunas de sus actuaciones en vivo. Pero debido a que la producción, incluso con las chicas gritando intermitentemente, es tan limpia y pulida, In Concert: The Party's Just Begun Tour funciona más bien como una colección de lo mejor, tomando las canciones más importantes ("Strut", "Dance with Me", "Girl Power", "Cheetah Sisters") de los dos álbumes del trío, agregando solo un poco de diálogo escenificado, una nueva canción ("Falling for You"). Las Girls son cantantes pop sólidas, y ya sea gracias al trabajo durante o después de la actuación, o sus propias voces muy ensayadas, suenan notablemente similares a cómo suenan en sus discos de estudio. Agregue un conjunto de DVD de siete canciones de las Cheetah Girls interpretando sus temas más famosos, y tendrá un buen lanzamiento para cualquier gran fanático del pop de Disney, y especialmente de este grupo en particular. Sin embargo, si no entras en esa categoría, es mejor que te saltes In Concert: The Party's Just Begun Tour.

## Lista de canciones
Disco 1 (Audio CD)
| N.º   | Título                   | Duración |  |
| 1.    | «The Party's Just Begun» | 4:33     |  |
| 2.    | «Shake a Tail Feather»   | 3:13     |  |
| 3.    | «Together We Can»        | 1:40     |  |
| 4.    | «Route 66»               | 3:06     |  |
| 5.    | «Strut»                  | 4:00     |  |
| 6.    | «Falling for You»        | 4:16     |  |
| 7.    | «Cinderella»             | 3:31     |  |
| 8.    | «Dance with Me»          | 1:55     |  |
| 9.    | «Step Up»                | 4:25     |  |
| 10.   | «Girl Power»             | 3:24     |  |
| 11.   | «Cheetah Sisters»        | 2:49     |  |
| 12.   | «Amigas Cheetahs»        | 5:21     |  |
| 42:03 |                          |          |  |

Disco 2 (Concert DVD)
1. "The Party's Just Begun" (live)
2. "Strut" (live)
3. "Step Up" (live)
4. "Dance with Me" (live)
5. "Growl Power" (live)
6. "Cheetah Sisters" (live)
7. "Amigas Cheetahs" (live)
8. "Meet the Cheetahs" (bonus track)
9. Bonus 12 minute interview

## Charts
| Chart (2007)                 | Posición |
| ---------------------------- | -------- |
| U.S. Billboard Top Kid Audio | 12       |
| Argentina Top 20             | 4        |